# جان أوتو يوهانسن
جان أوتو يوهانسن (بالنرويجية: Jahn Otto Johansen)‏ هو بروفيسور وكاتب وصحفي ومحرر نرويجي، ولد في 3 مايو 1934 في بورشغرون في النرويج، وتوفي في 2018.

## وصلات خارجية
- جان أوتو يوهانسن على موقع IMDb (الإنجليزية)
- جان أوتو يوهانسن على موقع ديسكوغز (الإنجليزية)